# Mohamed Fitouri

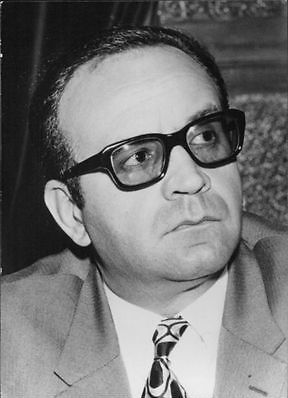
Mohamed Fitouri (1975)

Mohamed Fitouri (arabisch محمد الفيتوري, DMG Muḥammad al-Fītūrī; * 14. April 1925 in Kairouan, Tunesien; † 10. April 2006) war ein tunesischer Diplomat und Politiker der Sozialistischen Destur-Partei.

## Leben
Fitouri war als Rechtsanwalt tätig und wurde als Vertreter der Sozialistischen Destur-Partei, der Einheitspartei Tunesiens, im September 1969 Mitglied der Nationalversammlung. Am 6. November 1970 wurde er als Nachfolger von Habib Bourguiba jr. Justizminister in der Regierung von Premierminister Hédi Nouira und bekleidete dieses Amt bis zu einer Regierungsumbildung am 29. Oktober 1971, woraufhin Mohamed Bellalouna sein Nachfolger wurde. Er selbst löste bei dieser Kabinettsumbildung Abderrazak Rassaa als Finanzminister ab und behielt dieses Amt bis zu seiner Ablösung durch Abdelaziz Mathari nach einer weiteren Regierungsumbildung am 26. Dezember 1977.
Daraufhin übernahm Fitouri nach dieser Umbildung von Habib Chatty am 26. Dezember 1977 das Amt des Außenministers, das er bis kurz vor dem Ende von Nouiras Amtszeit am 15. April 1980 innehatte. Sein Nachfolger wurde anschließend Hassan Belkhodja, der bislang Minister für Verkehr und Telekommunikation war.